# Cabardès

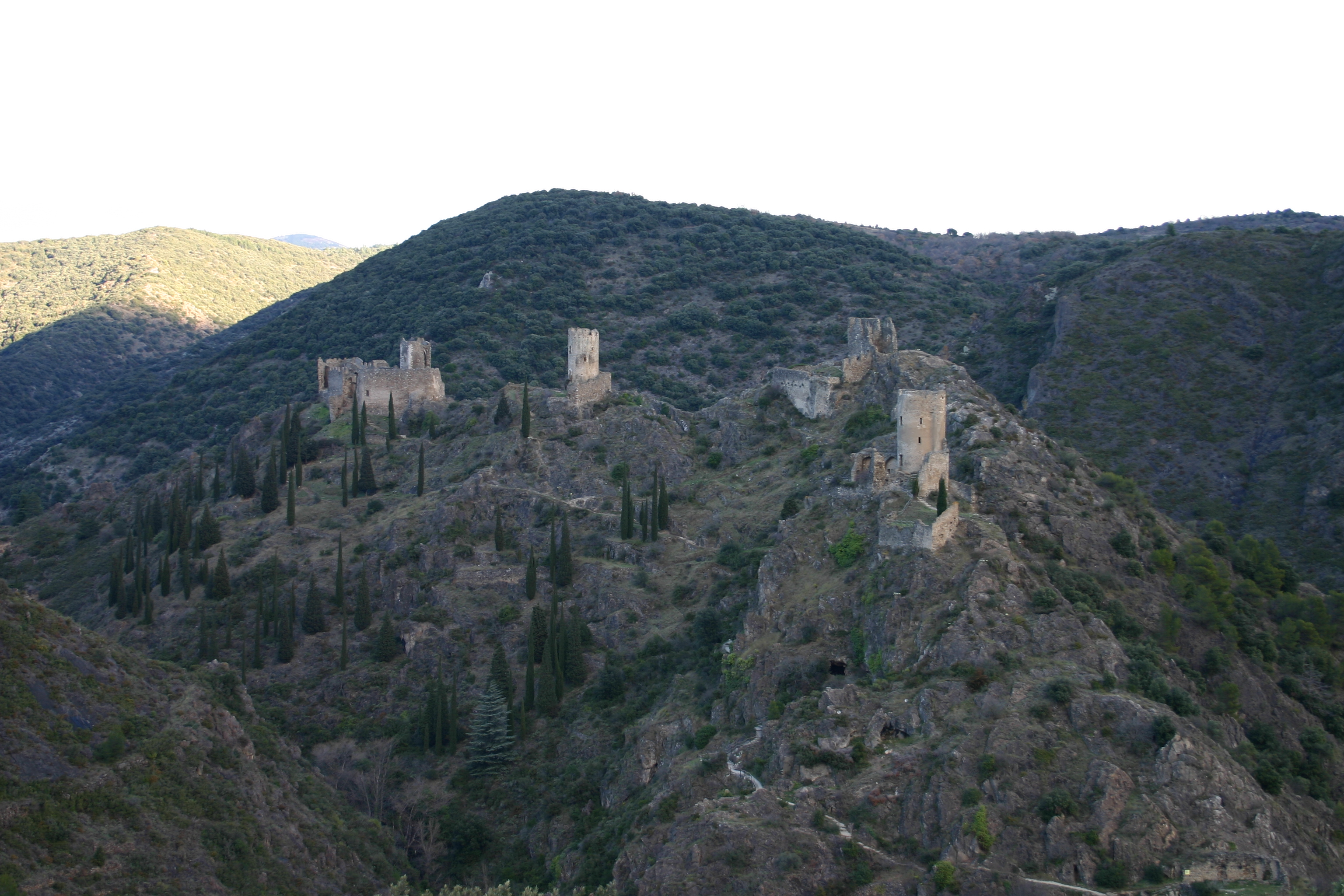
De vier kastelen van Lastours. Helemaal links het kasteel Cabaret.

De Cabardès is een voormalige heerlijkheid in het zuiden van Frankrijk, ten noorden van Carcassonne, tegen de zuidhellingen van de Montagne Noire, in het departement Aude, regio Occitanie. De naam is ontleend aan het kasteel Cabaret, een van de vier burchten van het dorp Lastours. Het is ook de naam van een wijngebied met het predicaat A.O.C. sinds 1999.
De wijnstreek Cabardès fietst mee op de kwaliteitsimpuls die de Languedoc-wijnen sinds ca. 20 jaar ondergaan. Het areaal bedraagt ongeveer 550 hectare. Bijzonder is het microklimaat: overheersend mediterraan, met duidelijke Atlantische (verkoelende) invloeden. Hierdoor gedijen hier druivensoorten die normaliter tot een van deze gebieden beperkt blijven. De Cabardès-wijnen zijn dan ook samengesteld uit 40% Atlantische variëteiten (Merlot, Cabernet Sauvignon, Cabernet Franc) en 40% Mediterrane variëteiten (Syrah, Grenache), aangevuld met tot 20% plaatselijke variëteiten als de Cot en de Fer Servadou.
De A.O.C. die in 1999 verleend is geldt voor de rode en rosé-varianten. De witte wijnen worden verkocht onder de naam Coteaux de Lastours.